# Cymothoe ogova
Cymothoe ogova is een vlinder van de familie van de Nymphalidae, van de onderfamilie van de Limenitidinae. De wetenschappelijke naam van de soort is voor het eerst voorgesteld door Carl Plötz in een publicatie uit 1880.

## Verspreiding en leefgebied
Deze zeldzame vlinder komt voor in de bossen van Zuid-Nigeria, Kameroen, Gabon en Congo-Kinshasa. De vlinder houdt zich meestal hoog in de boomtoppen op. De mannetjes worden soms aangetrokken door afgevallen fruit.

## Waardplanten
De rups leeft op soorten van de Violaceae waaronder Rinorea dewildei Achound. (of Rinorea dewitii Achound.?) en Rinorea verrucosa Chipp.